# ۲۰۶ (میلادی)
۲۰۶ (میلادی) دویست و ششمین سال تقویم میلادی است.

## زادگان
- تربونیانوس گالوس، امپراتور روم

## درگذشتگان
‎